# Романов Володимир Павлович
Володимир Павлович Романов(12 червня 1796, Олександрія — 11 жовтня 1864) — український географ, лінгвіст, мандрівник, декабрист.

## Життєпис
Народився в місті Олександрія. У 1818 році закінчив Морський кадетський корпус. Здійснив подорож на фрегаті «Проворный» до берегів Іспанії. Під враженням від цієї подорожі написав «Уривок з похідних записок до Іспанії», який був опублікований 1820 р. в часописі «Вітчизняні записки». У 1820—1822 роках здійснив навколосвітню подорож на кораблі «Кутузов».
Володимир Романов брав участь в декабристському русі. Формально членом Північного товариства не був, але знав про його існування і мав доручення від Рилєєва Кіндрата Федоровича розповсюджувати його ідеї. Був другом Михайла Бестужева та Кіндрата Рилєєва.
Його було заарештовано 17 січня 1826 року в селі Березівці Олександрійського повіту, де він перебував у брата своєї дружини Олексія Бржеського. В ув'язнені провів лише три місяці. Після цього з 1826 по 1853 року служив на Чорноморському флоті.
Під час російсько-турецької війни 1828 — 1829 років був поранений і нагороджений золотою зброєю. Був учасником Кримської війни. У 1861 році був відправлений у відставку в чині контр-адмірала.
Окрім Олександрії мешкав у місті Крилов, та селі Сніжкове.
Був також знайомий з поетом Афанасієм Фетом.

## Наукова діяльність
Володимир Романов цікавився лінгвістикою, у 1837 році він надіслав до Петербурзької академії наук складений ним словник «абхазських та інших черкеських наріч». Також він збирав матеріали з історії флоту Російської імперії, у 1857 р. зробив ґрунтовний опис Дніпра. Інтенсивно працював у рамках Російського географічного товариства, Вільного економічного товариства, Московського товариства сільського господарства у 1834—1853 роках.